# Mupi (publicidad)

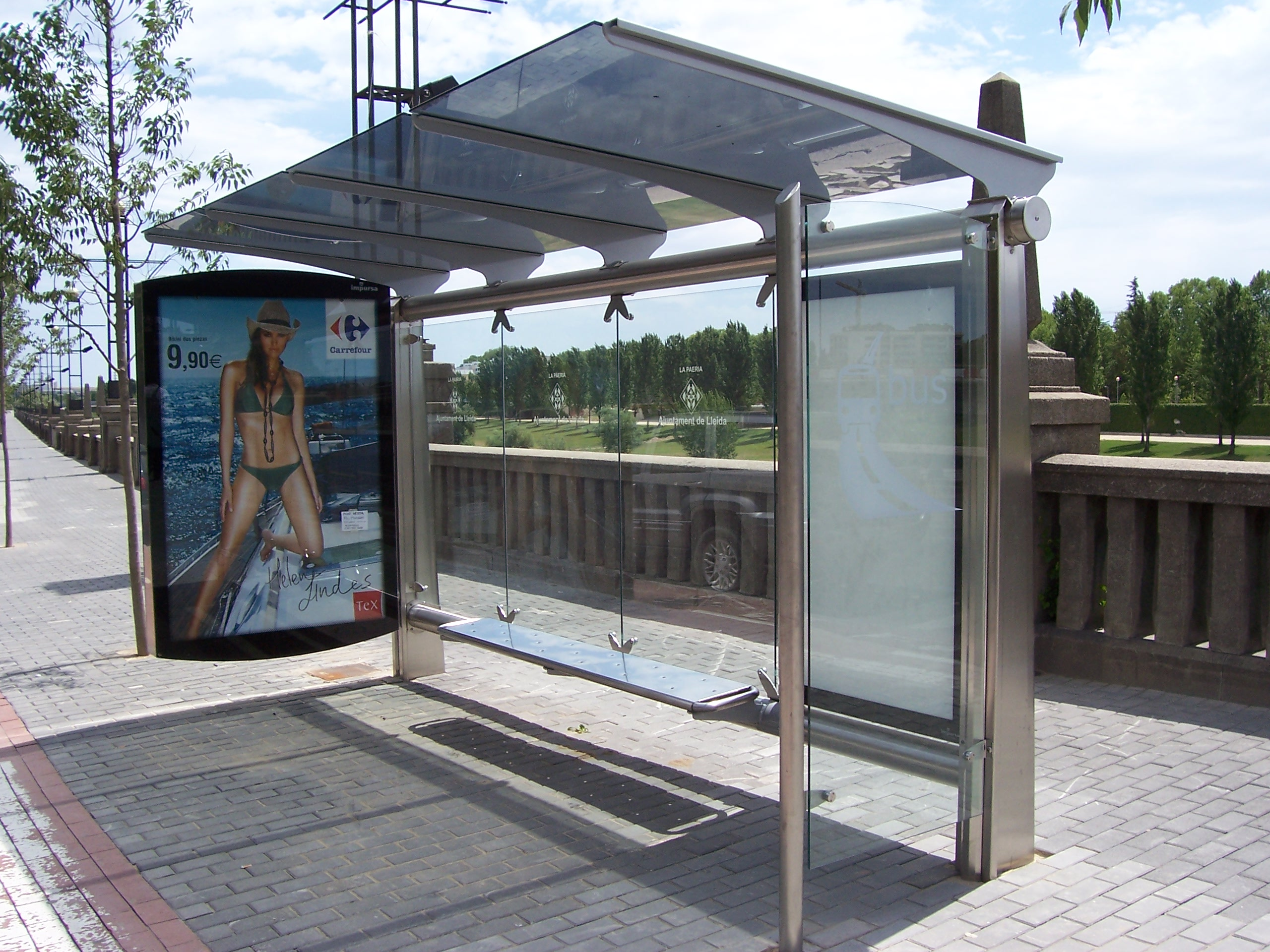
Mupis en una marquesina en Lérida (España).

Se llama mupi al soporte de publicidad exterior en el que se transmite información y mensajes publicitarios al ciudadano y que suele estar iluminado interiormente. La palabra mupi es un acrónimo del término francés Mobilier Urbain pour la Promotion et l’Information o en palabras españolas, Mobiliario Urbano como Punto de Información.
Los mupis cuentan por lo general con dos caras retroiluminadas que pueden contener diferentes carteles. Muchos elementos de mobiliario urbano como marquesinas de paradas de autobús, baños o bancos pueden ser utilizados como mupis publicitarios. Los mupis también son empleados por los ayuntamientos con propósitos turísticos o para proporcionar información al ciudadano. Para ello, disponen carteles con  teléfonos de emergencia, mapas de la ciudad, oferta gastronómica, accesos, etc. Para generar el máximo impacto, los mupis se suelen colocar en las vías más transitadas de las ciudades así como en el interior de centros comerciales, estaciones de metro, aeropuertos, etc.

## Nuevas tecnologías
Las nuevas tecnologías también se han incorporado a los mupis para crear novedosas campañas publicitarias u ofrecer nuevos servicios a los clientes. Tal es el caso, por ejemplo, del reconocimiento de voz. La multinacional Mc Donald's instaló en 2020 una serie de mupis en España a través de los cuales sus clientes podían hacer pedidos para entrega doimiciliaria. Para ello, tan solo tenían que acercarse al soporte y pronunciar la palabra Mc Donald's. Entonces se desplegaba un menú para que pudieran realizar el pedido a través de la voz. Madrid es la primera ciudad del país en la que se instalaron.
La tecnología de reconocimiento de imagen también se ha incorporado a estos soportes publicitarios. Un ejemplo lo constituyó el mupi instalado por Coca-cola en Estocolmo que hacía uso de una cámara integrada. El soporte mostraba la imagen de un emoticono que imitaba los gestos de los paseantes que se colocaban frente al mismo. Otro ejemplo lo constituye un mupi instalado en una calle de Ámsterdam que constaba de una webcam integrada. Gracias a ella, los ciudadanos podían interactuar con el chef del restaurante La place mientras preparaba los platos del día en su cocina.

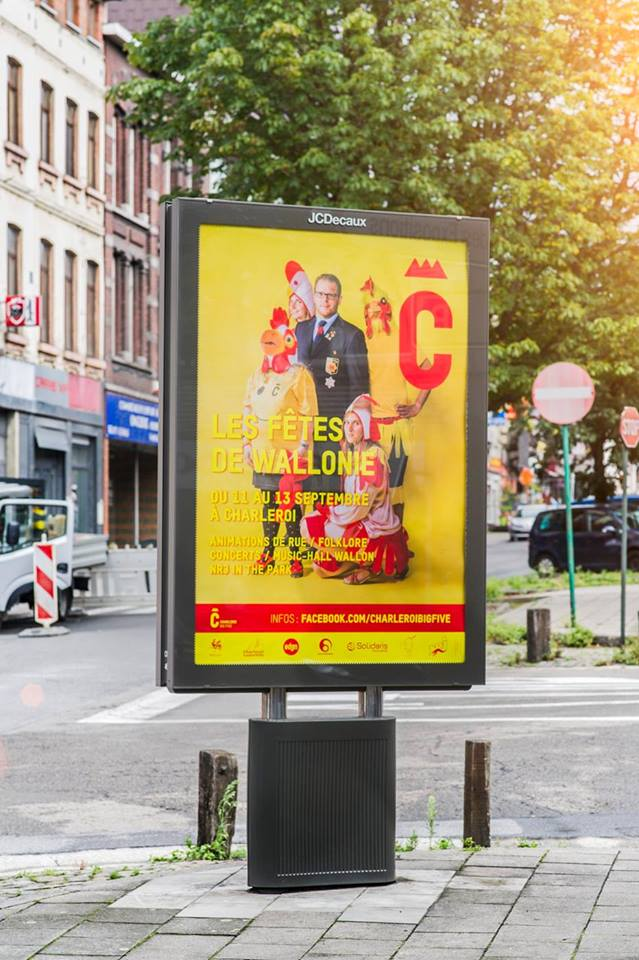
Mupi en Charleroi, Bélgica
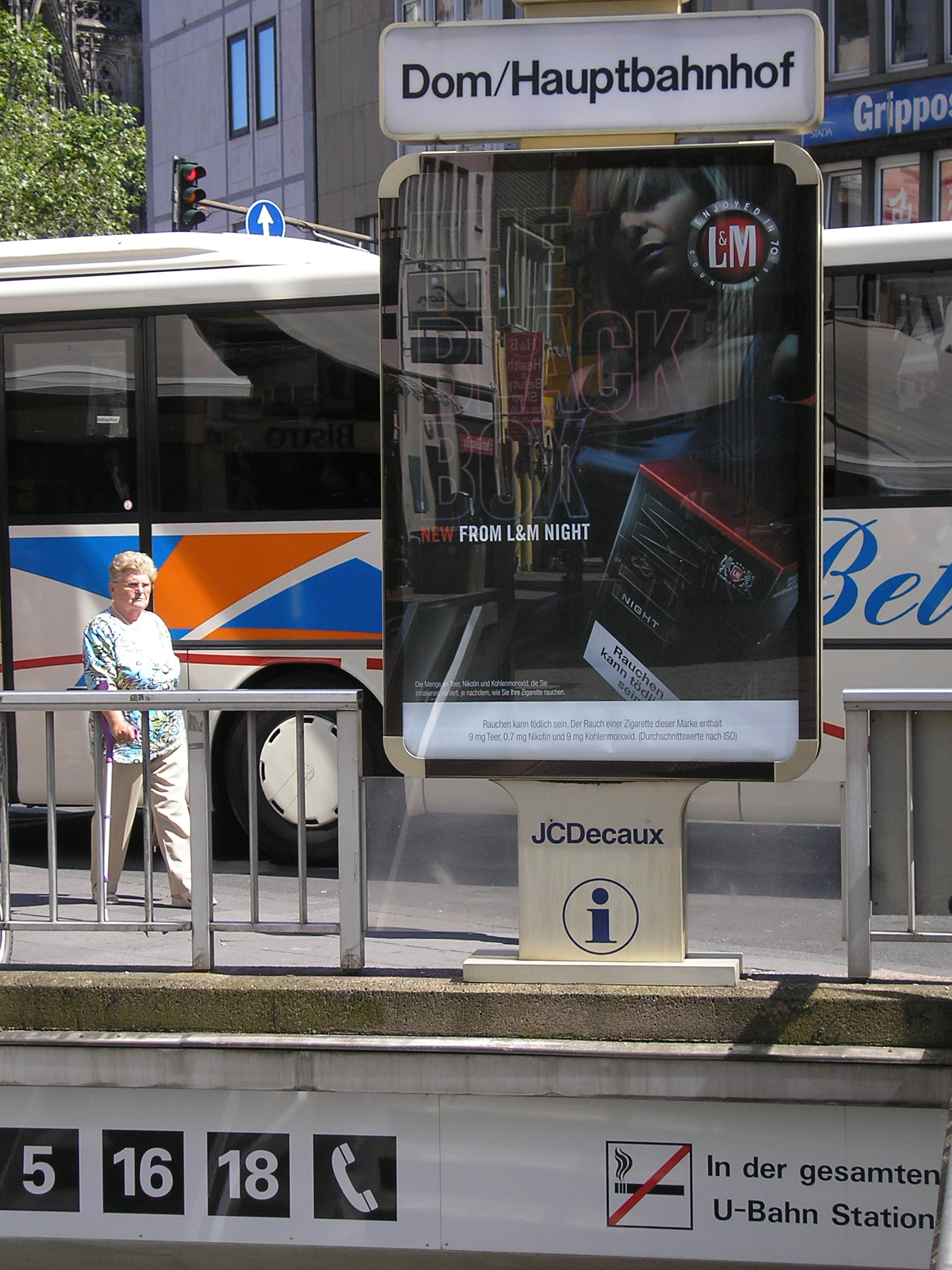
Panel de información a la entrada de la parada Dom/Hauptbahnhof en Colonia.
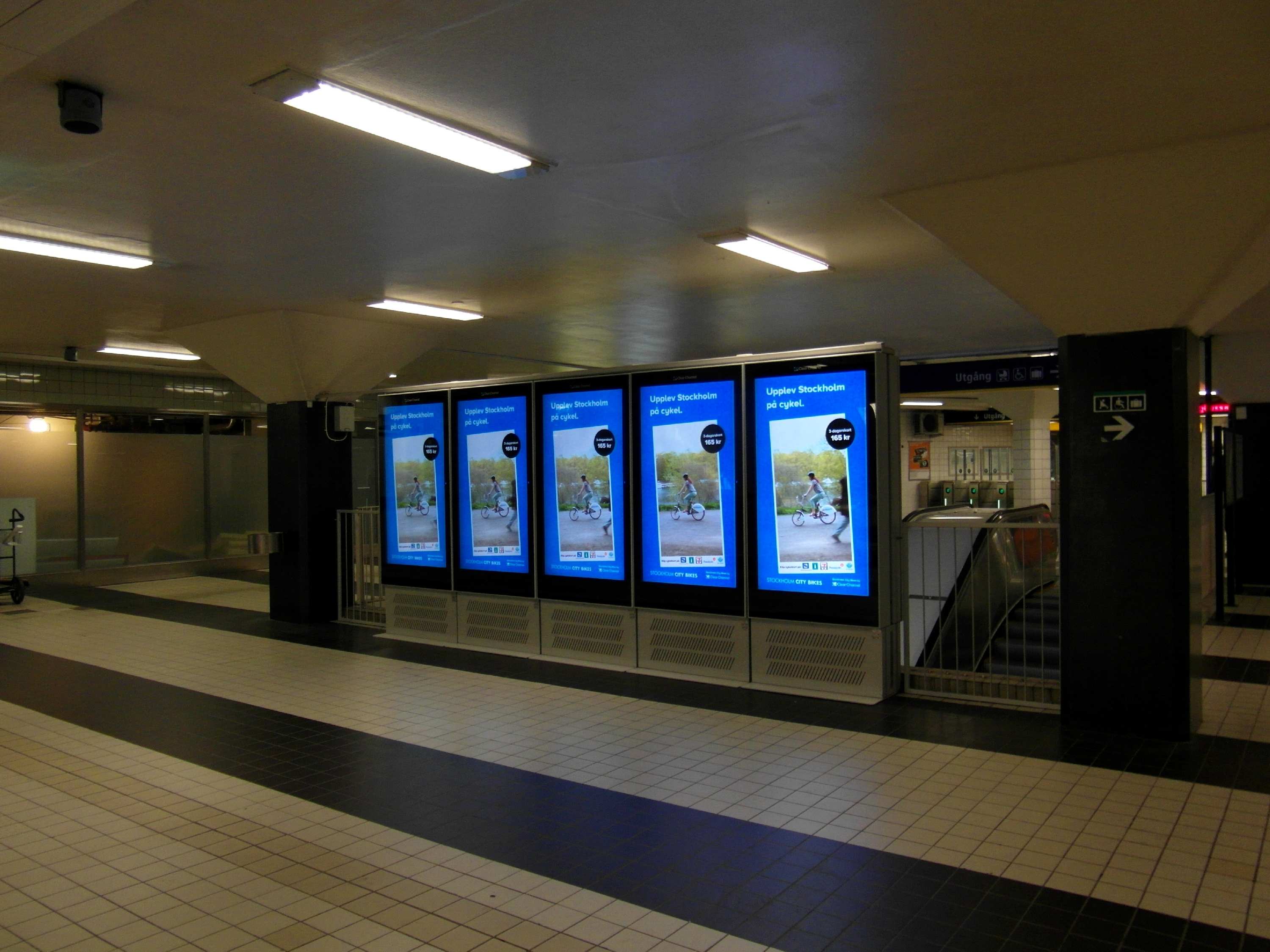
Estación de metro en Estocolmo
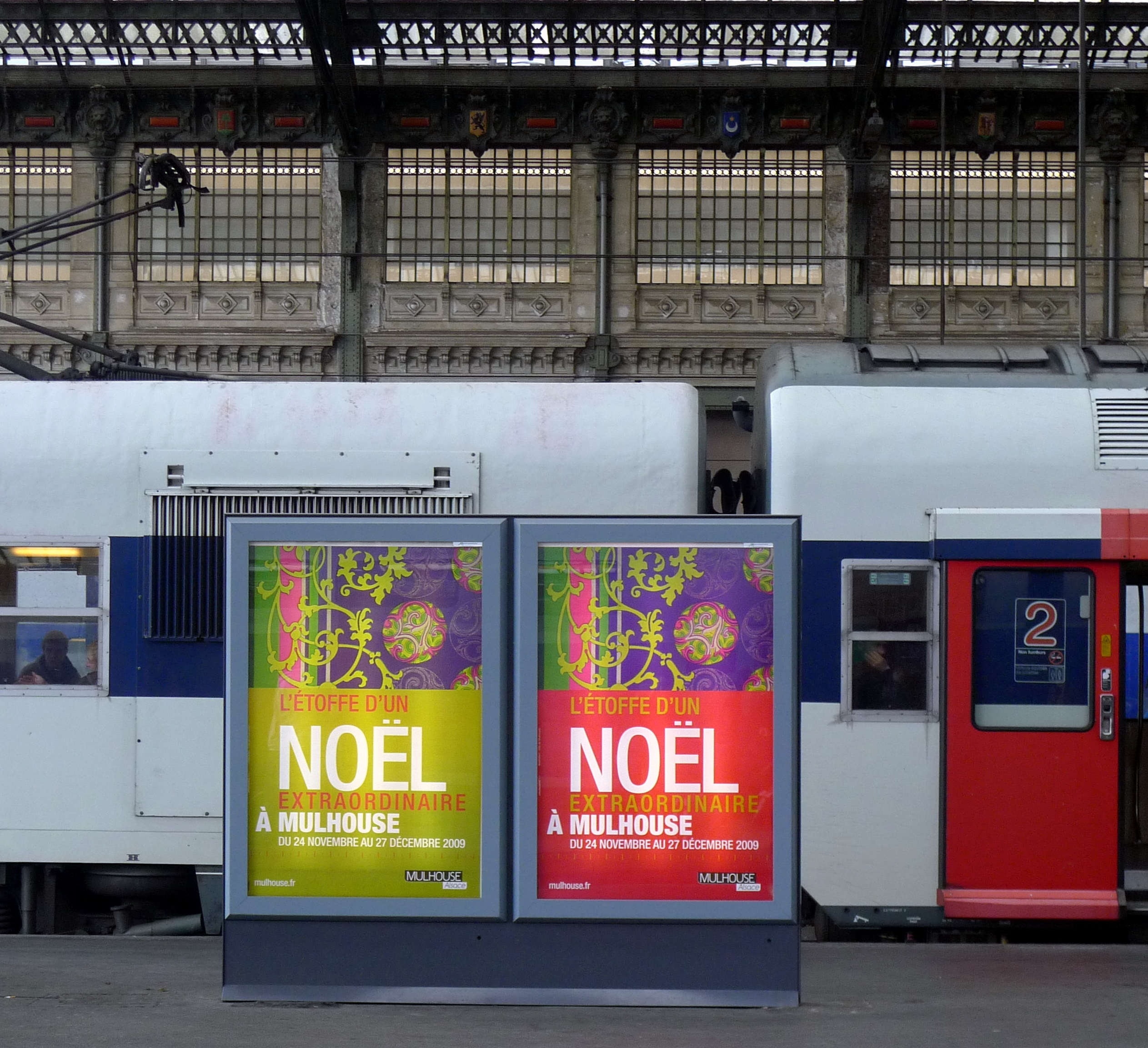
Mupis en la Gare de Lyon de París
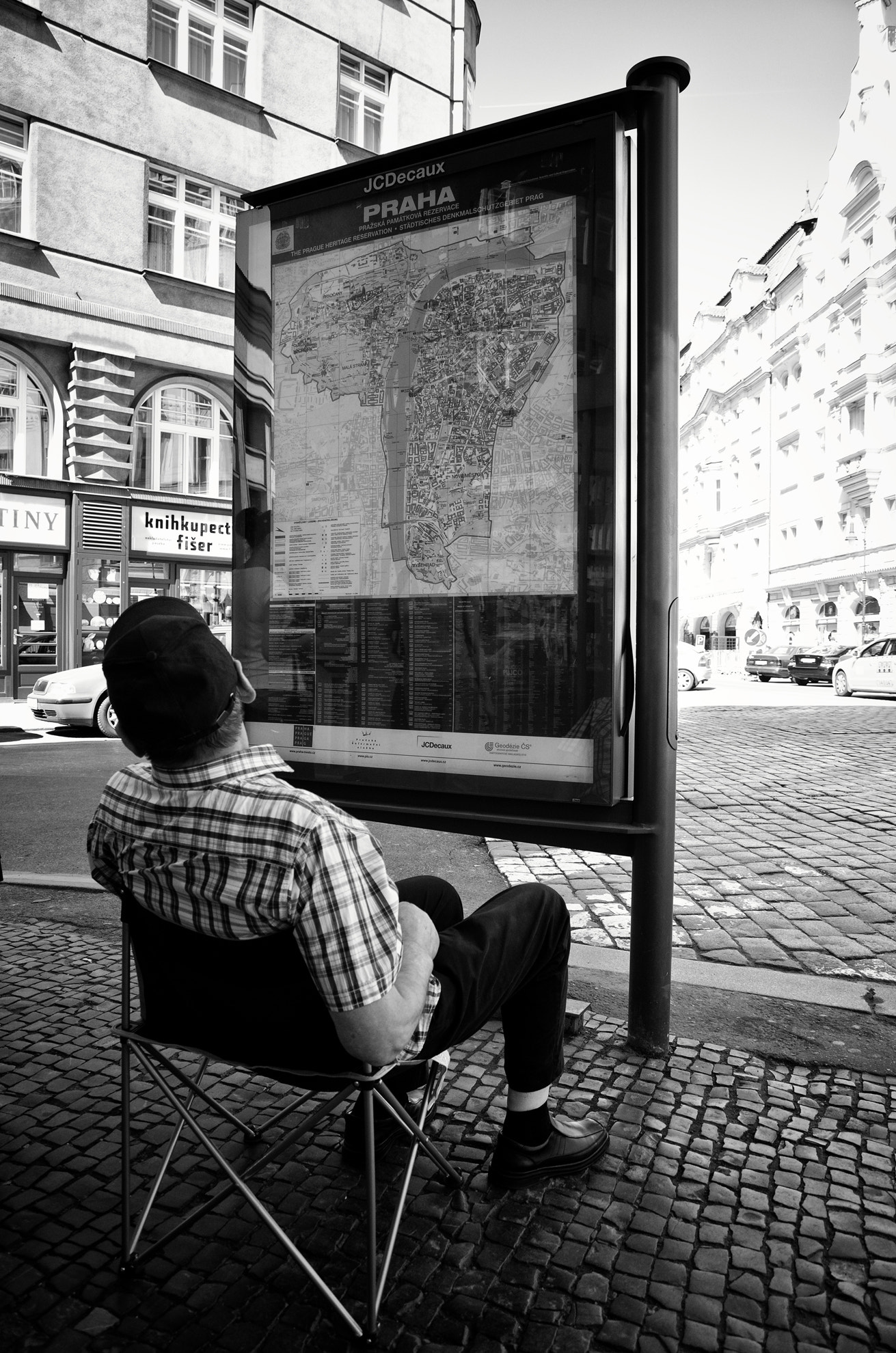
Mapa en Praga